# John Joubert (Komponist)

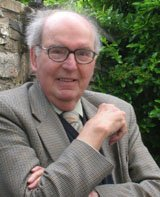
John Joubert

John Pierre Herman Joubert (* 20. März 1927 in Kapstadt; † 7. Januar 2019 in Birmingham) war ein britischer Komponist südafrikanischer Herkunft.

## Werdegang
Joubert hatte ersten Musikunterricht bei seiner Mutter, die selbst Klavierschülerin von Harriet Cohen gewesen war. Bereits während seiner Schulzeit entstanden seine ersten Kompositionen und er erhielt privaten Kompositionsunterricht von William Henry Bell, einem Schüler Frederick Corders.
1946 gewann er den Kompositionspreis der Performing Right Society und ein Stipendium für die Royal Academy of Music in London. Hier waren Theodore Holland, Howard Ferguson und Alan Bush seine Lehrer. Von 1950 bis 1962 war er Lektor für Musik an der University of Hull. 
Seit 1962 unterrichtete er an der University of Birmingham. 1979 erhielt er eine Gastprofessur an der University of Otago in Neuseeland. Die Durham University (1991) und die University of Birmingham (2007) verliehen ihm Ehrendoktortitel. 1986 zog sich Joubert von der Lehrtätigkeit zurück, um mehr Zeit für die Komposition zu gewinnen. 
2007 wurde sein Geburtstag mit einer „Joubertiade“ gefeiert, in deren Verlauf die Uraufführungen seiner Oper Jane Eyre und des Oratoriums Wings of Faith stattfanden. 2010 war er Composer in Residence des Three Choirs Festival, für das er An English Requiem komponierte.
Er komponierte Opern und Ballette, Sinfonien und andere Orchesterwerke, Instrumentalkonzerte, Kirchenmusik und Chorwerke, Klavierstücke und Kammermusik.

## Werke
- String Quartet No. 1, 1950
- Divertimento für Klavier, 1950
- Torches für Chor, 1951
- O Lorde, the maker of Al Thing für Chor, 1952
- There is No Rose of Such Virtue für Chor a cappella, 1954
- Violin Concerto, 1954
- Symphony No.1, 1955
- In the Drought, Oper, 1955
- Pro Pace für Chor a cappella, 1955–59
- Dance Suite für Klavier, 1956
- Sonata in One Movement für Klavier, 1957
- Piano Concerto, 1958
- Trio, 1958
- Concerto for Oboe and Strings, 1960
- Octet, 1961
- Passacaglia and Fugue für Orgel, 1961
- Missa Beata Iannis für Chor, 1961
- Silas Marner, Oper, 1961
- Leaves of Life für Chor, 1962
- Sinfonietta, 1962
- The Holy Mountain für Chor, 1963
- The Beatitudes für Chor a cappella, 1964
- O Praise God in His Holiness für Chor, 1967
- Magnificat and Nunc Dimittis in A″ für Chor, 1968
- Nowell für Chor, 1968
- The Choir Invisible für CHor und Orchester, 1968
- The Martyrdom of St Alban für Chor und Orchester, 1968
- Under Western Eyes, Oper, 1968
- Six Poems of Emily Bronte für hohe Stimme und Klavier, 1969
- How are my Foes increased, Lord! für Chor, 1969
- Symphony No.2, 1970
- The Raising of Lazarus für Chor und Orchester, 1970
- Kontakion für Cello und Klavier, 1971
- Sonata No.2 für Klavier, 1972
- Bassoon Concerto, 1974
- Crabbed Age and Youth für Countertenor, Recorder, Gambe und Cembalo, 1974
- Three Hymns to St Oswald für Chor, 1972, 1974
- Sleep Canticle für Chor a cappella, 1974
- The Magus für Chor und Orchester, 1976
- Lord, Thou hast been our Refuge für Chor, 1976
- Déploration für Orchester, 1978
- String Quartet No.2, 1977
- Lines from ‘The Youth of Man’ für Chor a cappella, 1977
- The Turning Wheel für Sopran und Klavier, 1979
- Herefordshire Canticles für Chor und Orchester, 1979
- Gong-Tormented Sea für Chor und Orchester, 1981
- Three Portraits für Chor a cappella, 1983
- Three Carols für Chor a cappella, 1984
- Temps Perdu für Orchester, 1984
- The Phoenix and the Turtle für zwei Soprane, Streichtrio und Cembalo, 1984
- The Hour Hand für Sopran und Recorder, 1984
- Magnificat and Nunc Dimittis in C für Chor, 1984
- Autumn Rain für Chor, 1985
- South of the Line für Chor, 1985
- Chamber Music for Brass Quintet, 1985
- Rorate Coeli für Chor a cappella, 1985
- String Quartet No. 3, 1986
- Piano Trio, 1986
- The Instant Moment für Bariton und Streichorchester, 1986
- A Hymne to God the Father für Chor a cappella, 1987
- Jane Eyre, Oper, 1987–97
- String Quartet No. 4, 1988
- For the Beauty of the Earth für Chor und Orchester, 1989
- Sonnet für Chor a cappella, 1989
- Rochester Triptych für Chor, 1991–92
- Landscapes für Sopran und Klaviertrio, 1992
- The Secret Muse für Bariton, Flöte, Klarinette, Harfe und Streichquartett, 1992
- The Rose is Shaken in the Wind für Sopran und Recorder, 1995
- Joy in the Morning für Chor a cappella, 1996
- Rochester Triptych für Chor und Orchester, 1996–97
- Reflections on a Martyrdom für Orgel, 1997
- Three Faces of Love für Sopran, Tenor, Bariton und Klavier, 1997
- The Souls of the Righteous für Chor, 1998
- An Hymne of the Nativity für Chor, 2000
- Wings of Faith für Chor und Orchester, 2000, 2003
- Divisions on a Ground für Cello solo, 2005
- In Retrospect, Streichquartett, 2006
- Piano Sonata No.3, 2006
- Shropshire Hills für hohe Stimme und Klavier, 2006
- Prelude on ‘York’ für Klavier, 2007
- Five Songs of Incarnation für Chor a cappella, 2007
- This is the Gate of the Lord für Chor a cappella, 2007